# Wilder (Minnesota)
Wilder és una població dels Estats Units a l'estat de Minnesota. Segons el cens del 2000 tenia 69 habitants.

## Demografia
Segons el cens del 2000, Wilder tenia 69 habitants, 29 habitatges, i 20 famílies. La densitat de població era de 33,7 habitants per km².
Dels 29 habitatges en un 27,6% hi vivien nens de menys de 18 anys, en un 51,7% hi vivien parelles casades, en un 10,3% dones solteres, i en un 31% no eren unitats familiars. En el 20,7% dels habitatges hi vivien persones soles el 10,3% de les quals corresponia a persones de 65 anys o més que vivien soles. El nombre mitjà de persones vivint en cada habitatge era de 2,38 i el nombre mitjà de persones que vivien en cada família era de 2,7.
Per edats la població es repartia de la següent manera: un 18,8% tenia menys de 18 anys, un 13% entre 18 i 24, un 18,8% entre 25 i 44, un 34,8% de 45 a 60 i un 14,5% 65 anys o més.
L'edat mediana era de 44 anys. Per cada 100 dones de 18 o més anys hi havia 124 homes.
La renda mediana per habitatge era de 41.875 $ i la renda mediana per família de 41.563 $. Els homes tenien una renda mediana de 27.143 $ mentre que les dones 18.438 $. La renda per capita de la població era de 14.222 $. Entorn del 7,4% de les famílies i l'11,8% de la població estaven per davall del llindar de pobresa.

## Poblacions més properes
El següent diagrama mostra les poblacions més properes.